# Pflückuff
Pflückuff était une commune de Saxe (Allemagne), située dans l'arrondissement de Saxe-du-Nord, dans le district de Leipzig. Le 1er janvier 2009 elle est devenue un quartier de Torgau.